# X–43

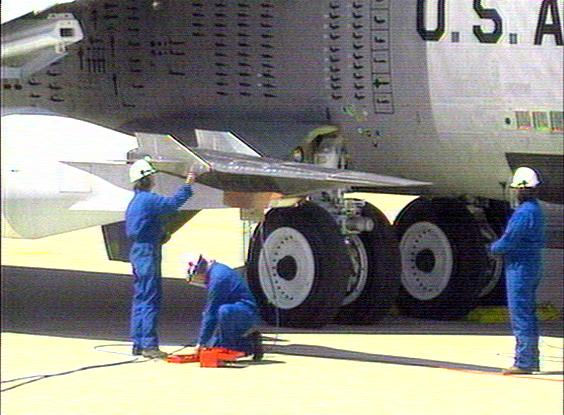
A NASA technikusai dolgoznak az X–43A indításán (2004. március 27.)

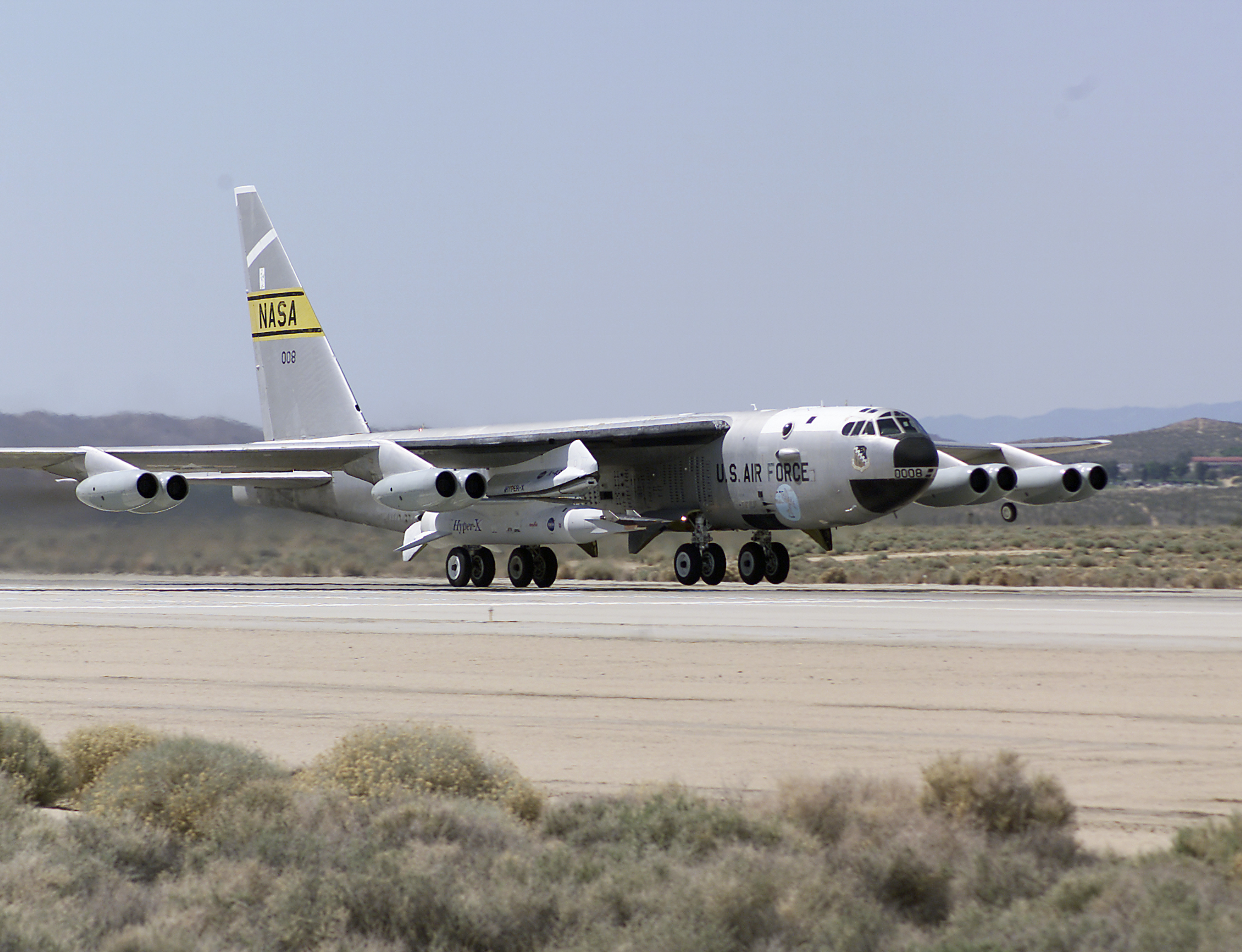
A NASA B–52B hordozó felviszi az X–43A hiperszonikus kísérleti járművet (2004. március 27.)

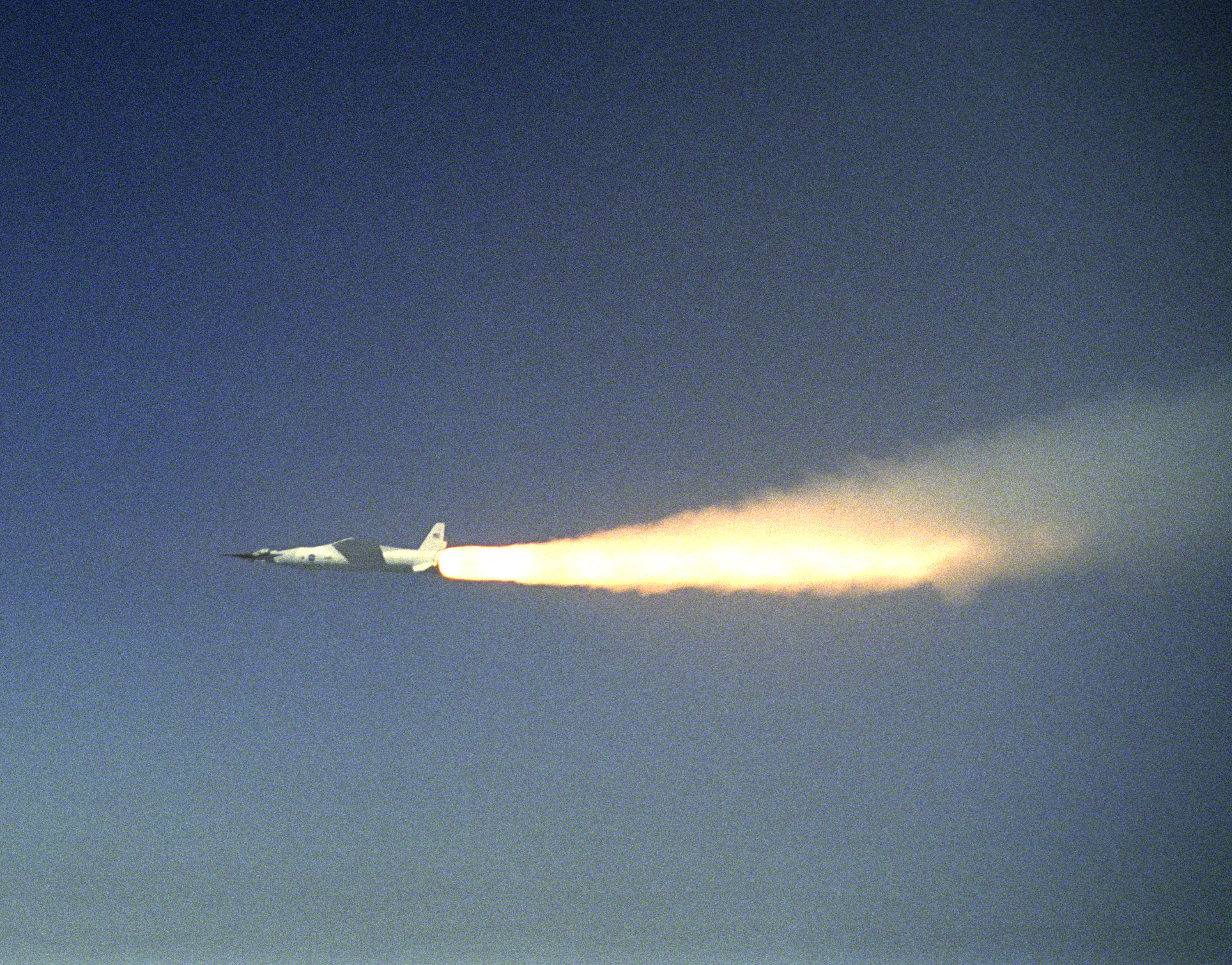
A Pegasus rakéta gyorsítja az X–43A-t, röviddel azután, hogy begyújtotta a gyorsító rakétát (2004. március 27.)

A Boeing X–43A egy kísérleti hiperszonikus repülőgép, aminek a tervezett repülési sebessége nagyobb, mint 7-szeres hangsebesség (Mach 7, 8050 km/h), a repülési magassága 30 000 m (vagy több). Ez a NASA Hyper-X program része, bevonva a fejlesztésbe például a Boeing és a Microcraft vállalatot, továbbá az Alapvető Alkalmazott Tudományok Laboratóriumát (GASL).

## A kísérleti repülőgép
Pilóta nélküli repülőgép, 3,6 m hosszal. A fejlesztés költségei elérték a 250 millió amerikai dollárt. Az amerikai űrhivatalnak 2004. március 27-én, három évvel egy hasonló teszt sikertelensége után sikerült elindítania a járművet hiperszonikus sebességgel, aminek eredményeként az X–43A lett a leggyorsabb levegőbeszívásos repülőgép a világon. (Noha a rakéták gyorsabbak, de nem tudják felhasználni a levegőből az égéshez szükséges oxigént, azt magukkal kell hordozniuk.)

## A kísérlet
A kis méretű X–43A tesztgépet egy Pegasus gyorsítórakétára szerelték, amit Kalifornia déli területe fölött indítottak egy átalakított B–52-es bombázóról. A próbarepülés során a 15 méter hosszú rakéta közel 6000 km/h sebességre gyorsult fel a kísérleti gép leválása előtt, hogy aztán az a saját, hidrogénhajtású torlósugár-hajtóművét használja.
A NASA első tesztje 2001. június 2-án nem sikerült az X–43A-val, mivel a gyorsítórakétának 11 másodperccel a B–52 hordozóról való leválasztása után vezérlési gondjai akadtak. A második teszt során a Pegasus normálisan begyújtott, és felrepítette a tesztrepülőgépet 28,5 km magasságba. A leválasztás után a motor a légbeeresztőjének kinyílását követően beindult, és a repülőgép tovább gyorsított. Az üzemanyag 11 másodpercig áramlott a motorba, és ez idő alatt a repülőgép több mint 24 kilométert tett meg. Miután elérte a Mach 7-es sebességet, 6 percig siklórepülésben haladt, majd a Csendes-óceánba zuhant. Az X–43A önállóan 10 percig repült.
A tervezési folyamat végső célja, hogy elérjék a szökési sebességet (40 320 km/h).

## Sebességrekord
A harmadik tesztnél, 2004. november 16-án egy B–52B-ről történt az indítás 13 157 m magasságból, egy módosított Pegasus rakéta segítségével. Leválás után az X–43A a saját hajtóműjével repült tovább még körülbelül 10 másodpercig. Ennek során Mach 9,6-et (körülbelül 12 144 km/h-t) ért el 33 223 m-es magasságban, amivel új sebességi rekordot állított fel. Ezt követően – a terveknek megfelelően – Dél-Kalifornia közelében a Csendes-óceánba zuhant.

## Egyéb sugárhajtású gép
Ezen két teszt között, a Queenslandi Egyetem „HyShot” csapata végrehajtotta az első sikeres tesztrepülést a sugárhajtású gépükkel, mindössze 1,1 millió dolláros költségvetésből.

## Külső hivatkozások
- NASA: X-43 Archiválva 2016. február 13-i dátummal a Wayback Machine-ben
- Dryden Flight Research Center Archiválva 2012. szeptember 10-i dátummal a Wayback Machine-ben
- „A NASA kutatja a tolósugár hajtómű határát” – cikk a The New York Times-ból
- Boeing: Hyper-X X-43A